# Collision aérienne d'Ankara
La collision aérienne d'Ankara a lieu le 1er février 1963 entre un Douglas C-47 de l'Armée de l'air turque et un Vickers Viscount effectuant le vol Middle East Airlines 256 reliant Beyrouth à Ankara, avec une escale à Nicosie, à Chypre. L'impact se produisit au dessus d'un quartier de la vieille ville d'Ankara, les débris  des deux appareils sont à l'origine de nombreux blessés et morts au sol.
La collision provoque la mort des 14 personnes à bord du Vickers Viscount, des 3 personnes à bord du Douglas C-47 et de 87 personnes au sol. L'accident fait un total de 104 morts.

## Enquête
L'enquête a imputé la responsabilité de l'accident aux pilotes du Vickers Viscount : mauvaise évaluation de la distance entre Gölbaşı et Ankara, non-respect des normes internationales en matière de communications radio et du suivi du plan de vol (règles de vol à vue) au lieu des conditions prévues (règles de vol aux instruments).